# B&B, de boca en boca
B&B, de boca en boca és una sèrie de televisió còmica espanyola creada per Daniel Écija i produïda per Mediaset Espanya comunicación amb la col·laboració de Globomedia per a la seva emissió a Telecinco, ambientada en la redacció d'una revista d'actualitat i tendències.
Fou estrenada el 17 de febrer de 2014. Com a personatges principals apareixen actors com Belén Rueda, Fran Perea, Dani Rovira, Gonzalo de Castro o Macarena García entre d'altres. La sèrie es va cancel·lar en acabar la segona temporada per les baixes audiències i els compromisos laborals dels actors.